# Michael Löwe
Mihai Leu (ur. 13 lutego 1968 w Hunedoarze, zm. 1 lipca 2025 w Bukareszcie) – rumuńsko-niemiecki bokser, były mistrz świata WBO w wadze półśredniej.

## Kariera zawodowa
Jako zawodowiec zadebiutował 16 września 1991, zwyciężając w debiucie. Do 1996, Löwe toczył walki z mało znanymi rywalami, wszystkie wygrywając. 22 lutego 1997 zmierzył się w walce o mistrzostwo świata WBO w kategorii półśredniej. Jego rywalem był reprezentant Panamy Santiago Samaniego. Rumun zwyciężył jednogłośnie na punkty, zdobywając mistrzostwo świata. 20 września, Löwe przystąpił do pierwszej obrony pasa. Jego rywalem był mistrz olimpijski z Barcelony, Michael Carruth. Löwe zwyciężył niejednogłośnie na punkty, broniąc pas. Była to jego ostatnia walka w karierze.